# Tercera Sección la Nopalera
Tercera Sección la Nopalera är en ort i Mexiko.   Den ligger i kommunen San Antonio de la Cal och delstaten Oaxaca, i den sydöstra delen av landet, 400 km sydost om huvudstaden Mexico City. Tercera Sección la Nopalera ligger 1 599 meter över havet och antalet invånare är 619.
Terrängen runt Tercera Sección la Nopalera är huvudsakligen kuperad, men åt sydväst är den platt. Runt Tercera Sección la Nopalera är det ganska tätbefolkat, med 90 invånare per kvadratkilometer. Närmaste större samhälle är Oaxaca de Juárez, 5,6 km nordväst om Tercera Sección la Nopalera. I omgivningarna runt Tercera Sección la Nopalera växer huvudsakligen savannskog.